# Dariusz Pick
Dariusz Pick (ur. 8 października 1971 w Działdowie) – polski aktor teatralny i filmowy.

## Życiorys
W 1994 roku ukończył studia na PWST w Warszawie.

## Filmografia
- 1997: Boża podszewka − żołnierz AK (odc. 14)
- 1999: Na koniec świata − żołnierz
- 2000: Duża przerwa (odc. 3)
- 2000-2001: Miasteczko − nauczyciel W-F
- 2000-2003: Miodowe lata − kontroler (odc. 65); Bolo (odc. 115)
- 2000: Sukces
- 2001: Marszałek Piłsudski (odc. 2)
- 2001: Przeprowadzki − więzień Pawiaka (odc. 10)
- 2002–2008: Klan − 3 role: taksówkarz; aspirant Janusz Hamerski; operator kamery w telewizji „Kadr”
- 2002: Kasia i Tomek − uczestnik imprezy (odc. 16, głos)
- 2002-2010: Samo życie − policjant
- 2003-2008: M jak miłość − klient wypożyczalni Zduńskich (odc. 115); pacjent Kotowicza (odc. 271); świadek wypadku (odc. 274); policjant (odc. 508); sierżant Pikowski (odc. 622)
- 2003-2010: Na Wspólnej − policjant na Okęciu
- 2003: Plebania − człowiek Tracza (odc. 321)
- 2003: Złotopolscy − ekshibicjonista (odc. 487 i 498)
- 2005: Egzamin z życia − boss (odc. 17)
- 2005: Wieża
- 2006: Plac Zbawiciela − mężczyzna na zebraniu wspólnoty mieszkaniowej
- 2006–2007: Pogoda na piątek − klient nastoletniej prostytutki
- 2007: Prawo miasta (odc. 15)
- 2008–2010: Barwy szczęścia − komisarz Szubert (odc. 66, 67 i 390)
- 2008–2009: Czas honoru (odc. 12, 14 i 17)
- 2008: Skorumpowani
- 2008: Skorumpowani
- 2011: Usta usta − strażak (odc. 34)
- 2024: Kulej. Dwie strony medalu – Józef Cyrankiewicz